# اليوم الدولي للضوء
يتم الاحتفال باليوم الدولي للضوء في 16 أيار / مايو من كل عام وفق قرار منظمة الأمم المتحدة للتربية والعلم والثقافة (يونسكو) الذي تم اتخاذه خلال الدورة التاسعة التي أقيمت بين 30 تشرين الأول / أكتوبر و 14 تشرين الثاني / نوفمبر 2017. يركز الاحتفال بهذا اليوم على دور الضوء في العديد من المجالات منها العلوم والثقافة والفن وانعكاس هذه المجالات على على تحقيق السلام في المجتمعات. تم اختيار هذا اليوم الذي يصادف الذكرى السنوية لأول عملية ناجحة تمت باستخدام الليزر عام 1960 من قبل الفيزيائي ثيودور مايمان.